# 周处
周處（236年—297年2月12日），字子隱。東吳吳郡陽羨（今江蘇宜興）人，鄱阳太守周魴之子。周處年少時縱情肆慾，為禍鄉里，後來浪子回頭，改過自新，功業更勝乃父，留下「周處除三害」的傳說。
吳亡後，周處仕晉，被派往西北討伐氐羌叛變時奋战，战死於沙場。

## 生平

### 除三害

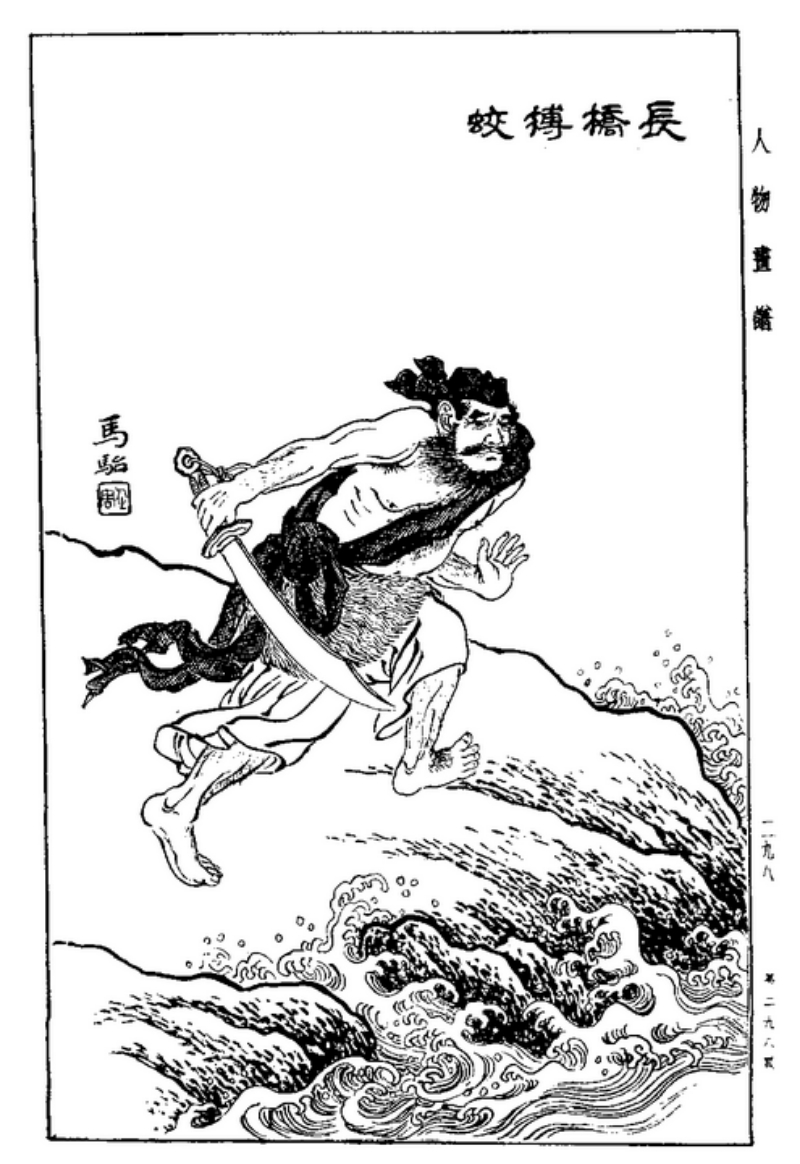
周處長橋搏蛟

周處出身世家，但年幼時就已喪父，年少時已經體力超群，喜歡騎馬打獵，而且輕狂放蕩，縱情肆慾，成為鄉里中惡名昭彰、眾人唯恐避之不及的人物。而周處自己也知道鄉里討厭自己，就有了改過之心，於是周處有一日就問鄉里的長輩：「當今時局平和，又是豐年，大家為何苦悶不呢？」長輩嘆道：「三害未除，何樂之有！」周處追問哪三害，得到的答案是：「南山白額虎，長橋下蛟龍，連同你就是三害了。」周處就說：「若是這些為禍，我可以消滅他們。」長輩們說：「你若是能消滅他們，不僅僅是除去禍害，而是整個郡的喜事啊！」周處就先入山射殺了猛虎，又下水與蛟龍纏鬥，周處抓住蛟龍載浮載沉穿越了數十里，終在荊溪（今江苏宜兴市南之南溪）斬殺了蛟龍。周處殺蛟龍用了三日三夜，鄉人見周處沒有消息，以為他死了，他們都很高興，全都互相慶賀。周處活著回來看見了，才知自己在鄉民眼中是何等禍患，於是堅定起決心改過自新，變得勵志好學，並有文才，志向存義烈，言談講忠信而守分寸。一年過後，周處得到州府辟命，歷任左國史、東觀令及無難督。

### 入仕晉朝
太康元年（280年），晉滅吳。晉軍大將王渾在建業宮中開慶祝酒會，半醉時問底下的吳臣：「你們的國家亡了，不難過嗎？」周處站出來說：「漢朝末年天下分崩，三國鼎立，魏國滅亡於前，吳國滅亡於後，該難過的豈只一人？」曾是魏臣的王渾面有慚色。而其後大批吳臣出仕於晉，周處名列其中，出任雍州新平郡太守，處理邊疆民族問題很成功，因令叛亂的羌人歸附而有美名。之後周處轉任梁州廣漢太守，處理爭訟詳細正直，平息纏訟經年案件。後來周處因母親年邁而辭官歸里，但不久又受徵為楚內史，尚未到任，又轉擔任散騎常侍。周處認為應當「辭大不辭小」，先到楚國赴任，對經歷過戰亂的當地有安撫教化、收葬無主屍骨等治績，然後才入朝當散騎常侍，此行為人稱道。
周處任散騎常侍接近皇帝，故多有規勸。後轉任御史中丞，糾劾對象不避權貴；梁王司馬肜違法也遭到糾舉，兩人於是結下樑子。元康六年（296年），秦雍一帶氐羌民族反叛，首領齊萬年稱帝，朝內眾官討厭周處，於是以其是東吳名將之子而推薦周處出討。元康六年（296年）十一月，朝廷任命司馬肜為征西大將軍、都督雍涼二州諸軍事，出鎮關中；周處為建威將軍，隸屬安西將軍夏侯駿出兵叛胡。伏波將軍孫秀知周處這樣一去將會戰死，於是對他說：「你有年老母親，可以用這理由來辭讓呀。」周處卻說：「忠孝之道，怎能兩全！既然離開親人去事奉君主，父母還怎有這兒子？今天這是我死的地方。」周處自知與梁王有私怨，肯定會被其陷害，但為盡人臣之節，便不推辭，抱著必死決心西征。朝中有中書令陳準為周處講話，警告說夏侯駿、司馬肜都是皇親國戚，不會打仗，若其令周處為先鋒，必敗無疑，建議讓孟觀領精兵萬人當周處前鋒；可是朝廷中人並不聽從。連周處的敵人齊萬年分析局勢，也認為若周處當主帥，則無法抵擋；若周處受制於人，則必可擒獲。
元康七年正月初四日（297年2月12日），齊萬年屯兵七萬於梁山（位於今陝西乾縣西北），司馬肜、夏侯駿逼周處僅以五千兵力發動攻擊。周處抗議：「我軍沒有後援，必然失敗，不只會死，而且為國取恥。」司馬肜不聽，逼迫周處前進，周處只好和振威將軍卢播及雍州刺史解系進攻六陌（今陝西乾縣東），就在與齊萬年軍接戰前，周處的士兵連飯都沒吃就被司馬肜逼上戰場，更不派後援給他們。周處知必敗無疑，臨戰賦詩：「去去世事已，策馬觀西戎。藜藿甘粱黍，期之克令終。」接著就率軍奮勇殺敵，殺了數以萬計的敵人，終於弦絕矢盡，而與他一同進攻的盧播及解系皆不救援。旁人勸周處撤退，他卻按著劍說：「這是我效忠死節之日，為甚麼要撤退！古代良將受命，鑿開凶險之門而出，都是有進無退。現在諸軍辜負信諾，士氣一定不振。我作為大臣，以身殉國，亦可以呀！」遂力戰至死。
周處獲朝廷追贈平西將軍，並有一百萬錢，一頃墓葬之地，以及五十畝京城土地作為府第，又賜王家近田五頃，並特別恩恤周處母親，賜其終身醫藥酒米。晉元帝稱晉王，經太常賀循議決，追封諡周處為清流亭孝侯。時今江蘇省無錫宜興有「周王廟」，奉祀周處。

## 墓葬
在江苏宜兴，一直都有一个叫“周墓墩”的土丘，被历朝历代看作是周处的墓葬。
1952年，宜兴一中学在“周墓墩”附近掘土时发现了两座魏晋墓葬。考古队从墓中出土了许多香薰炉和陶器，其中一号墓中出土的鎏金铜带饰最为珍贵，材质为包含85%的铜，10%的铝和5%的锰的合金。这种器物在考古界是少见的。
一号墓中出土了纪年砖，内容是“元康七年九月廿日阳羡所作周前将军砖”。阳羡则是宜兴的别称，周处殉国于元康七年（公元297年）且姓周，其军衔也是将军，且“前将军”必定是称呼已经去世或离职的将领，因此基本确定一号墓为周处墓。周处遗骨检测后是“四十岁以上的男性”，这更加佐证了一号墓是周处的最终之所。有意思的是，周处的头骨比一般人的更厚，达到10毫米。因为与一号墓相关联的二号墓出土有小孩遗骨，考古学家猜测其很可能是周处早逝的第二子周靖的。

## 逸事
《晉書》《建康實錄》《世說新語》都指出周處除三害之後有去拜訪名士陸機、陸雲兄弟，但只找到陸雲。他對陸雲告以實情，稱自己想改過自新，但已蹉跎歲月，恐怕來不及了。陸雲勉勵周處說：「古人珍視改過迅速，你尚有前途呀。而且只怕定不下志向，哪會怕名不顯露。」經此鼓勵，周處亦成功改過。不過，這些記述遭後世史家懷疑其真確性。
孫皓即位，立《國山碑》，周處時任太常。

## 著作
周處著有《默語》三十篇及《風土記》，也曾撰集吳國歷史。《風土記》是記述地方風俗的名著，今人查考端午、七夕、重陽等等習俗，所依據的便是這一部《風土記》。

## 子女
- 周靖，早卒
- 周玘，曾為東晉三定江南，但因與僑姓士族摩擦而打算與其他江南士族起事反抗，失敗後憂憤而死。
- 周札，在晉官至右將軍，他反對周勰殺僑姓士族復仇；王敦之亂時守衞石頭城，打開城門迎王敦入城令其得勢，但為王敦所殺。
- 周碩，亦早卒

## 註腳
1. 1 2  羅景文.  (PDF). 《漢學研究》 (中華民國: 漢學研究中心). 2010年3月, 第28卷 (第1期): 第71頁－第72頁. （原始内容存档 (PDF)于2024-01-08） （中文）. 清‧勞格，《讀書雜識》〈晉書校勘記〉云：「按處沒於惠帝元康七年，年六十有二。推其生年，當在吳大帝赤烏元年。陸機沒於惠帝太安二年，年四十三。推其生年，當在吳景帝之永安五年。赤烏與永安相距二十餘載，則處弱冠之年，陸機尚未生也。此云入吳尋二陸，未免近誣。又考〈陸機傳〉：『年二十而吳滅，退居舊里。』是吳未滅之前，機未嘗還吳也。或以為處尋二陸，當在吳亡之後，亦非也。考吳亡之歲，處年亦四十三，筮仕已久。據本傳：處仕吳為東觀左丞、無難督。故王渾之登建鄴宮，處有對渾之言。如使吳亡之後，處方厲志好學，則為東觀左丞、無難督者，果何人乎？以此推之，知《世說》所云盡屬謬妄。」轉引自余嘉錫，《世說新語箋疏》（臺北：華正書局，2003），頁628。不過勞格云周處年「六十有二」，不知所言何據？而且，勞格從元康七年（297）推算周處生年為赤烏元年（238），此處有誤，若周處年六十二，其生年應為吳大帝嘉禾五年（236）。
2. ↑  CMEX中文數位化技術推廣基金會. . dict.revised.moe.edu.tw.   [2024-04-12] （中文（臺灣））.
3. ↑  周处 （页面存档备份，存于）[M/OL]//陈至立. 辞海. 7版. 上海:上海辞书出版社,2020[2024].
4. ↑  房玄齡.  （中文）. 七年春正月癸丑，周處及齊萬年戰於六陌，王師敗績，處死之。
5. ↑  陽羨縣漢時屬吳郡，吳末帝孫皓時（266年）劃進新編的吳興郡，晉惠帝時（304年）又劃進新編的義興郡，用來表彰周處兒子的功績。因此《三國志·吳書》稱吳郡陽羨，《晉書》稱義興陽羨。此處以周處出生時的貫籍作準。
6. ↑  《世說新語》提到陽羨人稱白顎虎、大蛟龍和周處為「三橫」，而周處是三者中最可怕的。
7. ↑  《元和郡縣圖志·卷二十五》：「荊溪，是周處斬蛟龍處。」而《初學記·卷七》引祖台之《志怪》：「義興郡溪渚長橋下有蒼蛟，吞噉人。周處執劍橋側伺，久之，遇出，於是懸自橋上投下蛟背，而刺蛟數創，流血滿溪。自郡渚至太湖句浦乃死。」
8. ↑  唐代韓愈《石鼓歌》：「年深豈免有缺畫，快劍斫斷生蛟鼉。」，「蛟鼉」亦為「蛟龍」，也可指水中兇猛的鱷類動物。古代稱呼揚子鱷為「鼉」、「鼉龍」、「靈鼉」、「豬婆龍」，《禮記·月令》：「〔季夏之月〕命漁師伐蛟、取鼉」，古人認為蛟比鼉更加危險才需要「伐」。宋代詩人陸游的《甯德縣重修城隍廟》就提到：「濤瀾洶湧，蛟鱷出沒。」；北宋詞人毛滂《八節長歡‧送孫守公素》也道：「濤波何處試蛟鱷，到白頭猶守溪山。」；金元好問《觀浙江潮》詩作：“佽飛鬭蛟鱷，然犀出鱗介。”；清李必恆《謁浮山禹廟次昌黎石鼓韻作歌》作：“鼎塗百物御魍魎，驅使蛟鱷馴黿鼉。”，而亞洲的鱷魚裡只有灣鱷會遠洋遷徙，因此周處所殺死的蛟龍極有可能是灣鱷。
9. ↑  《三國志·周魴傳》：「子處，亦有文武材幹，天紀中為東觀令、無難督。」《晉書·周處傳》：「仕吳為東觀左丞。孫皓末，為無難督。」《史通·外篇· 史官建置第一》又載：「又周處自左國史遷東觀令。」
10. ↑  《梁王肜傳》及《惠帝紀》皆作都督雍涼二州而非關中。
11. ↑  . 考古学报. 1957-12-15  [2024-03-05] （中文）.
12. ↑  清朝人勞格《晉書校勘記》：「案此採自《世說》，予以《處傳》及《陸機傳》覈之，知係小說妄傳，非事實也。案處沒於惠帝元康七年，年六十有二。推其生年，當在吳大帝之赤烏元年。陸機沒於惠帝太安二年，年四十三。推其生年，當在吳景帝之永安五年。赤烏與永安相距二十餘載，則處弱冠之年，陸機尚未生也。此云『入吳尋二陸』，未免近誣。又考《陸機傳》，年二十而吳滅，退居舊里。是吳未亡之前，機未嘗還吳也。或以為處尋二陸，當在吳亡之後，亦非也。考吳亡之歲，處年亦四十三，筮仕已久。據本傳，處仕吳為東觀左丞、無難督。故王渾之登建鄴宮，處有對渾之言。如使吳亡之後，處方厲志好學，則為東觀左丞、無難督者，果何人乎？以此推之，知《世說》所云盡屬謬妄。《晉書》不加考核，遽授入本傳，可謂無識。劉子玄譏其好採小說，誠非過也。又案處碑，世傳陸機所撰，亦有『來吳事余厥弟』之語。此碑係唐劉從諫所重樹，竄改舊文，事跡錯互，不可盡據以為信。」
13. ↑  《國山碑考》（中國哲學書電子化計劃 （页面存档备份，存于））：……遣兼司徒董朝、兼太常周處至陽羨縣封禪國山……

## 延伸阅读
[在维基数据编辑]
 《晉書·卷058》，出自房玄齡《晉書》
 在维基共享资源阅览影像